# باشگاه فوتبال ایلوس
باشگاه فوتبال ایلوس (انگلیسی: Ilves) یک باشگاه فوتبال در شهر تامپره، فنلاند است.
این باشگاه که در سال ۱۹۳۱ تأسیس شده سابقه ۳ قهرمانی در جام حذفی فوتبال فنلاند را در کارنامه دارد. 